# ذمار القرن (قرن ذمار)
ذمار القرن أو قرن ذمار
هي حصن حميري أثري تابعة لمدينة الملك ذمار علي يهبر المذكورة في الكتابات القديمة.
تتبع قرن ذمار مديرية عنس, محافظة ذمار، اليمن وهي عبارة عن حصن(قديما عرف بمسمى كنن) يطل على سهل خصيب تقع فيه مدينة ذمار, أحيطت بسور عالي عليه أبراج حراسة وله مدخل واحد من الجهة الشمالية.
ما زالت آثار الحصن الحميري القديم قائمة إلى يومنا هذا, تحكي عن تاريخ ملوك اليمن وتحكي عن ملك سبأ وذي ريدان وحضرموت ويمنات الملك ذمار علي يهبر الذي سميت باسمه.